# Capo d'Orlando
Capo d'Orlando är en kommun i storstadsregionen Messina, innan 2015 i provinsen Messina, i regionen Sicilien i sydvästra Italien. Kommunen hade 13 320 invånare (2017).
Poeten Lucio Piccolo, kusin till Giuseppe Tomasi di Lampedusa föddes här. Till sevärdheterna hör ett kommunalt bildgalleri och museet Villa Piccolo.